# Liedpredigt
Die Liedpredigt ist eine Form christlicher Predigt, die statt eines Textes aus der Bibel den Text und die Melodie eines geistlichen Liedes in den Mittelpunkt rückt und für eine Gemeinde auslegt. Die kürzere und kleinere Form einer Liedpredigt wird auch Liedandacht genannt.
Diese Gattung der Predigt lässt sich bis ins Jahr 1569 zurückverfolgen, als Cyriakus Spangenberg sogenannte „Gesangbuch-Predigten“ unter dem Titel Cythera Lutheri herausgab. Darin sind 39 Liedpredigten enthalten.
Im Hintergrund von Liedpredigten steht heute sowohl das Lebensgeschick eines Dichters als auch der biblisch-spirituelle Gehalt, von dem ein Lied getragen wird.
Die Liedpredigt hat auch Auswirkungen auf die Liturgie eines Gottesdienstes, denn das betreffende Lied kommt in der Regel auch in musikalischer Gestalt während des Gottesdienstes vor: Entweder wird es vor der Predigt, zwischen der Predigt oder nach der Predigt gesungen. Das kann sowohl durch die gottesdienstliche Gemeinde als auch durch einen Chor bzw. instrumental (beispielsweise per Orgel oder Posaunenchor) geschehen. Rankt sich um die Predigt ein Lied, das Bestandteil einer Kantate ist, und wird dieses in der Predigt ausgelegt, spricht man bei dieser Art von Gottesdienst von einem Kantatengottesdienst.

### Sammlungen mit Liedpredigten
- Hartmut Handt, Armin Jetter: Voller Freude. Liedandachten zu den Sonntagen und Festen des Kirchenjahres. Strube-Verlag Edition 9044, München 2004, ISBN 3-89912-071-X.
- Christian Möller: Ich singe Dir mit Herz und Mund. Liedauslegungen, Liedmeditationen, Liedpredigten. Ein Arbeitsburch zum Evangelischen Gesangbuch. Calwer Verlag, Stuttgart 1997, ISBN 3-7668-3525-4.
- Horst Nitschke: Aus dem Gesangbuch gepredigt. Gütersloh 1981.
- Martin Rößler: Festgedanken. Bronnweiler Predigten zum Kirchenjahr. Katzmann-Verlag, Tübingen 1990, ISBN 3-7805-0453-7.
- Christian Zippert: Liedpredigten. Johannes Stauda Verlag, Kassel 1984, ISBN 3-7982-0180-3.

### Theorie und Geschichte der Liedpredigt mit ausgeführten Beispielen für Liedpredigten
- Ralf Koerrenz, Jochen Remy (Hrsg.): Mit Liedern predigen. Theorie und Praxis der Liedpredigt. CMZ-Verlag, Rheinbach-Merzbach 1993, ISBN 3-87062-015-3.
- Christa Reich: Evangelium: klingendes Wort. Zur theologischen Bedeutung des Singens. Calwer Verlag, Stuttgart 1997, ISBN 3-7668-3530-0.
- Martin Rößler: Die Liedpredigt. Geschichte einer Predigtgattung. Göttingen 1976.